# Schweizer Habsburgerkriege
Die Schweizer Habsburgerkriege 1291–1474/1511 umfassen eine Reihe von bewaffneten Konflikten zwischen der entstehenden Schweizerischen Eidgenossenschaft und dem Fürstengeschlecht der Habsburger, die mit der faktischen Unabhängigkeit der Eidgenossenschaft endeten.

## Erste Phase: Der Konflikt mit Albrecht I.

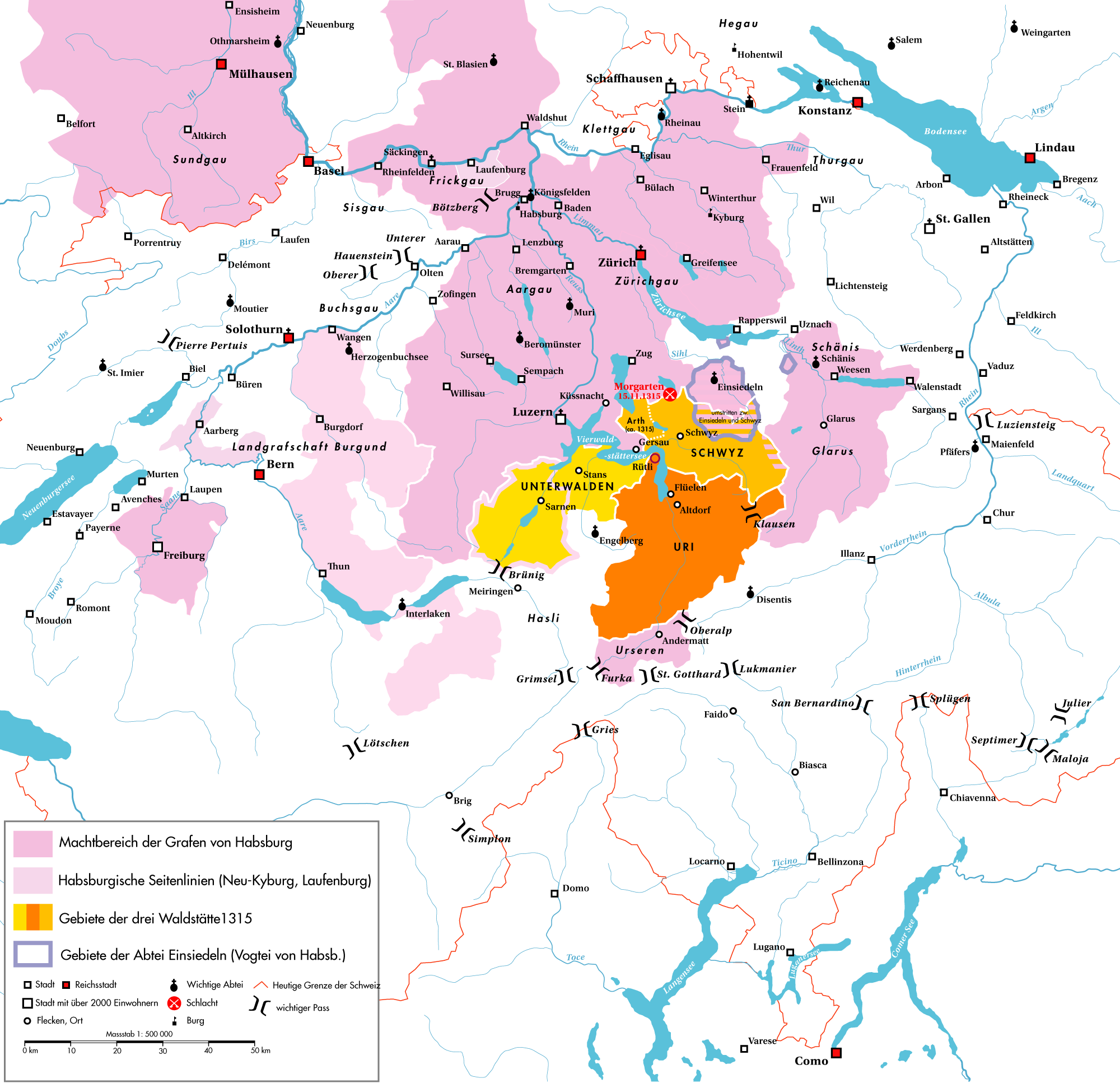
Die politische Situation in der Innerschweiz 1315

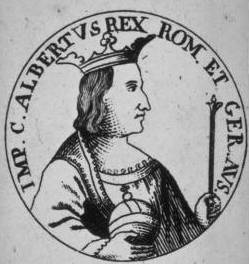
Albrecht I. von Habsburg als Münzporträt

Nach dem Tod des römisch-deutschen Königs Rudolf von Habsburg am 15. Juli 1291 erhoben sich gegen seinen Sohn, Herzog Albrecht von Österreich, eine Reihe von Reichsfürsten, in den Vorlanden unter anderem Rudolf von Habsburg-Laufenburg, Bischof von Konstanz, Wilhelm von Montfort, Abt von St. Gallen, Elisabeth von Homberg-Rapperswil sowie die Grafen von Nellenburg und Savoyen. Dazu kamen die Reichsstädte Bern und Zürich. Angesichts der drohenden Auseinandersetzungen erneuerten die Landleute der reichsunmittelbaren Länder Uri, Schwyz und Unterwalden (später wurde der zu Nidwalden und Obwalden) im August des Jahres ein älteres Landfriedensbündnis, das als konservativer Schwurbund sich nicht von anderen zeitgenössischen Landfriedensbündnissen abhob (→ Bundesbrief von 1291). Einzig der Richterartikel zeigt den gemeinsamen Willen der Landleute, sich einen gewissen Grad der Selbstverwaltung zu sichern. Aus der damaligen Situation heraus gesehen, war der Bund aber zweifellos auch ein Schutzbündnis gegen allfällige Ansprüche der Erben des ehemaligen Königs, da die Habsburger seit längerer Zeit in der heutigen Schweiz einen starken Ausbau ihrer Hausmacht betrieben und die Kontrolle über den Gotthard anstrebten, der seit etwa 1220 durchgängig begehbar war. Am 16. Oktober verbündeten sich die Länder Uri und Schwyz für drei Jahre mit der ebenfalls mit Habsburg in Konflikt stehenden Reichsstadt Zürich; im Dezember fiel zudem auch die Stadt Luzern von Habsburg ab. Im folgenden Jahr zerbrach aber die antihabsburgische Koalition nach der Niederlage Zürichs in der Schlacht bei St. Georgen im April 1292. Herzog Albrecht schloss mit seinen Gegnern Frieden, Luzern musste sich ebenfalls wieder den Habsburgern unterwerfen.

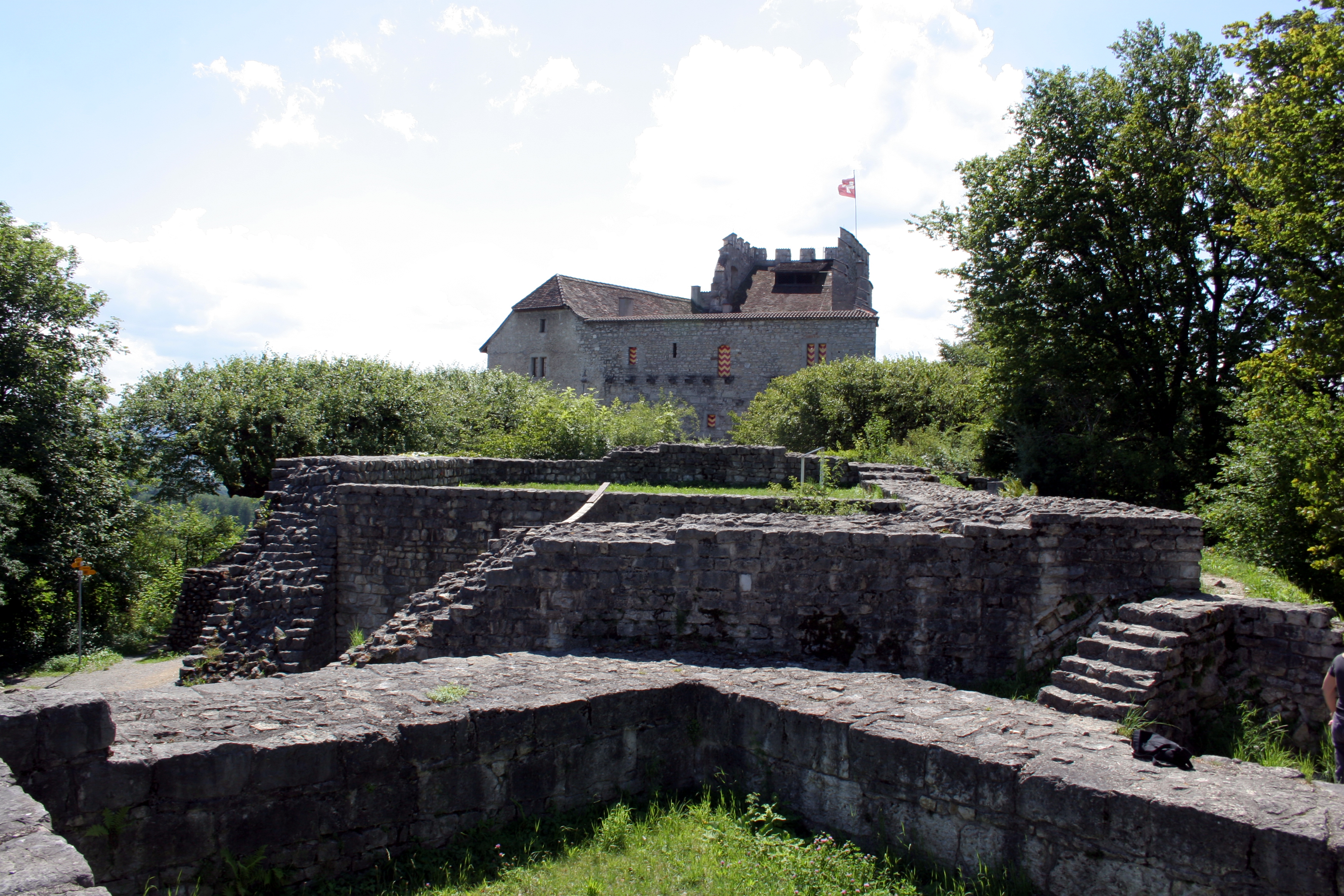
Die Stammburg der Habsburger im heutigen Kanton Aargau

Der Konflikt mit Schwyz und Uri blieb auch nach 1292 ungelöst. Die Habsburger blockierten dabei zwar den Verkehr mit der Innerschweiz, gingen jedoch nicht zu einem militärischen Angriff über, da Herzog Albrecht durch die Streitigkeiten um den deutschen Königsthron sowie um die Herzogtümer Österreich und Steiermark gebunden war. 1297 erneuerte der römisch-deutsche König Adolf von Nassau die Freiheitsbriefe von Uri und Schwyz, kurz bevor er durch die deutschen Fürsten abgesetzt wurde. Albrecht wurde danach zum neuen König gewählt, musste sich die Krone aber von Adolf erst auf dem Schlachtfeld erobern. Nach dessen Tod 1298 begann er sich wieder seinen Stammlanden in der heutigen Schweiz zuzuwenden. Um seine Rechtsansprüche festzuhalten, liess Albrecht im sogenannten «Habsburger Urbar» alle Hoheitsrechte und Einkünfte der Habsburger in den von den Eidgenossen beanspruchten Gebieten systematisch aufzeichnen, und er erneuerte als König die Freiheitsbriefe von Uri und Schwyz nicht. De facto änderte sich dadurch aber nichts: weil er durch andere Projekte im Reich gebunden war, verzichtete Albrecht darauf, seine Rechte aktiv durchzusetzen. Im Habsburger Urbar fehlen übrigens die Besitzungen in der Innerschweiz, wobei unklar ist, ob diese nie aufgezeichnet wurden oder ob sie nach der Eroberung Badens durch die Eidgenossen 1415 bewusst zerstört wurden. Auch die Wirtschaftsblockade hob Albrecht wieder auf, da die von ihm beherrschten Gebiete, besonders Luzern, ebenfalls Interesse am Handel über den Gotthard hatten. Nach der Ermordung Albrechts bei Königsfelden 1308 erneuerte der neue römisch-deutsche König Heinrich VII. von Luxemburg nicht nur die alten Freiheitsbriefe, sondern fasste Uri, Schwyz und Unterwalden in einer Reichslandvogtei zusammen und erkannte damit indirekt deren Bund an. Unterwalden erhielt dadurch ebenfalls den Status eines reichsunmittelbaren Landes. Heinrich gestand den drei Waldstätten auch das Privileg zu, vor keinem auswärtigen Richter erscheinen zu müssen, mit Ausnahme des königlichen Hofgerichts.

## Zweite Phase: Der Morgartenkrieg

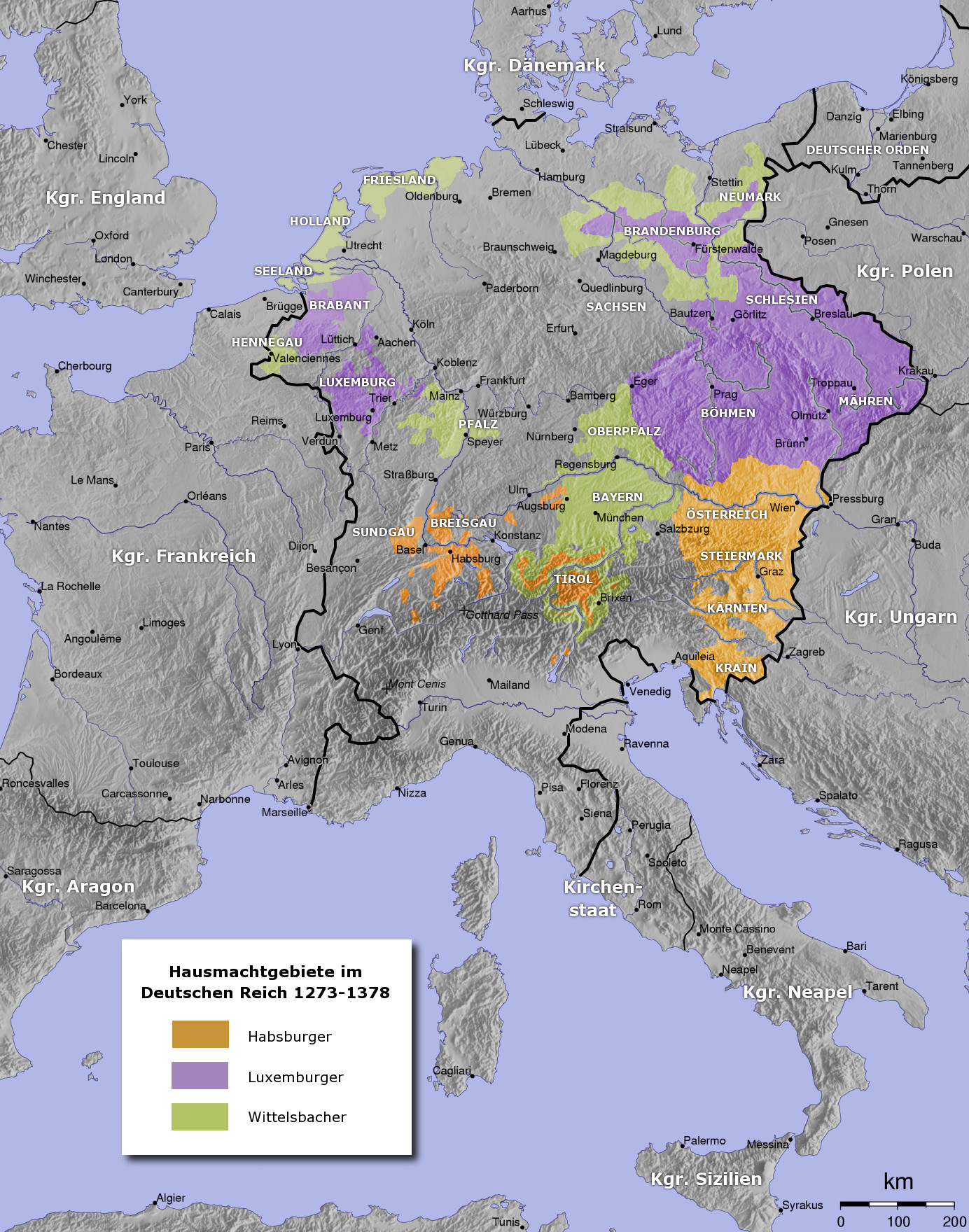
Die Hausmachtgebiete der Adelsgeschlechter der Habsburger, Wittelsbacher und Luxemburger im Heiligen Römischen Reich während des 14. Jahrhunderts

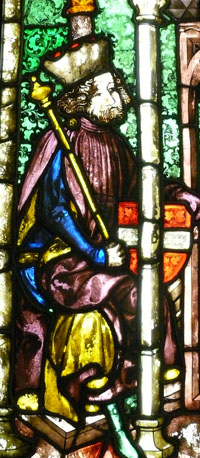
Herzog Leopold I. von Habsburg

Die zweite Phase des habsburgisch-eidgenössischen Konflikts begann nach der Versöhnung König Heinrichs VII. mit den Habsburgern 1311. Der König sagte danach den Habsburgern eine Untersuchung ihrer Rechtsansprüche in der Innerschweiz zu, weshalb sich Schwyz und Unterwalden genötigt sahen, ihre Grenzen zu sichern. Schwyz besetzte das strategisch wichtige Arth und verwickelte sich mit dem Kloster Einsiedeln, das unter habsburgischer Vogtei stand, in einen Grenzstreit (→ Marchenstreit), in dessen Verlauf die Schwyzer mit Bann und Interdikt belegt wurden. Dadurch wurde der Überfall der Schwyzer vom 6. Januar 1314 auf Einsiedeln provoziert, der eine habsburgische Intervention fast unausweichlich machte. Erschwerend kam im Oktober 1314 der neuerliche Konflikt um den deutschen Königsthron hinzu. Der Wittelsbacher Ludwig der Bayer und der Habsburger Friedrich der Schöne sahen sich beide als rechtmässig gewählten deutschen König und sammelten ihre Anhänger zum Entscheidungskampf. Da die drei Waldstätte die Partei Ludwigs ergriffen, verhängte Friedrich die Reichsacht über die Innerschweiz und setzte erneut eine Wirtschaftsblockade in Kraft.

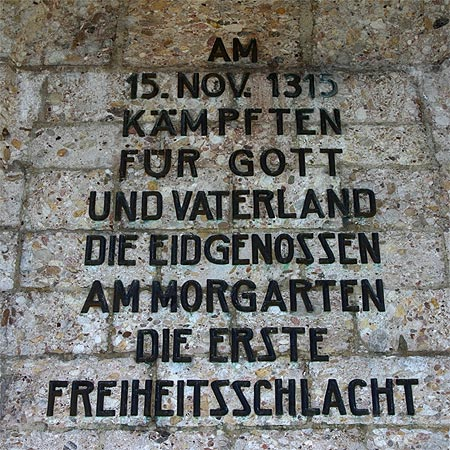
Schlachtendenkmal in Morgarten

Im Herbst 1315 zog der Bruder Friedrichs, Herzog Leopold von Österreich, dem die Verwaltung der habsburgischen Ländereien in den Vorlanden oblag, ein Heer in Zug zusammen, um die Schwyzer zu bestrafen. In einem konzentrischen Angriff wollte Leopold zusammen mit Otto von Strassberg und dem Adel von Luzern die drei Waldstätte über den Brünig, über den Vierwaldstättersee sowie von Norden her angreifen. Am 15. November 1315 fand mit der Schlacht am Morgarten die erste bewaffnete Kampfhandlung zwischen den Eidgenossen und den Habsburgern statt. Der Eidgenossenschaft gelang es, ein zahlenmässig und technisch überlegenes Heer zu schlagen. Nach dieser Niederlage verzichteten die Habsburger vorläufig auf weitere militärische Angriffe. Noch im Dezember 1315 erneuerten und erweiterten Uri, Schwyz und Unterwalden den Bund von 1291 im Sinn eines engeren politischen Zusammenrückens gegen die habsburgische Bedrohung. So sollten sämtliche Feudalabgaben aus dem Gebiet der Waldstätte für die Dauer des Krieges ausgesetzt werden, und die drei Länder verpflichteten sich auf eine gemeinsame Aussenpolitik. Die Feindschaft zwischen den Habsburgern und dem römisch-deutschen König Ludwig dem Bayer liess letzteren im März 1316 durch ein Lehensgericht sämtliche Rechte der Habsburger in den Waldstätten aufheben. Ausserdem erneuerte er die alten Freiheitsbriefe und stellte den Gotthard völlig unter die Kontrolle Uris, indem er 1317 den Urner Landammann als Reichsvogt über das Tal Urseren einsetzte. Durch die weiteren Entwicklungen in der Reichspolitik sahen sich die Habsburger 1318 gezwungen, den Waldstätten einen Waffenstillstand zu gewähren, der vorerst nur zehn Monate gelten sollte, jedoch mehrfach verlängert wurde. Die Waldstätter ermöglichten im Austausch die Wiederaufnahme des Handels und liessen auch die Feudalabgaben an Habsburg wieder zu. Die Habsburger akzeptierten den Verlust der Innerschweiz formell jedoch nicht, sondern bemühten sich weiter um die Wiedererrichtung ihrer Machtposition von vor 1291.
Zwar ist der Morgartenkrieg im Zusammenhang mit der langwierigen Auseinandersetzung um die Krone zwischen Friedrich dem Schönen und Ludwig dem Bayern zu sehen, dennoch ist die Bedeutung der Schlacht am Morgarten für das Heilige Römische Reich umstritten. Das Engagement der Habsburger in der Reichspolitik führte ohnedies zu einem vorläufigen Unterbruch des inneren Herrschaftsausbaus in den habsburgischen Territorien. Für die junge Eidgenossenschaft war die Bestätigung der Reichsunmittelbarkeit der Waldstätte durch Ludwig den Bayern, die auch eine Schwächung der habsburgischen Rechtsansprüche in der Innerschweiz bedeutete, ein grosser politischer Erfolg.

## Dritte Phase: Konflikte um Luzern und Zürich

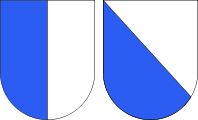
Die heutigen Kantonswappen von Luzern und Zürich

Die dritte Phase der Habsburgerkriege wurde durch die weiteren Entwicklungen im Reich einerseits sowie durch die Politik der Stadt Luzern ausgelöst. Die ständigen Auseinandersetzungen zwischen den Waldstätten und den Habsburgern brachten die Stadt Luzern, die erst seit 1291 Habsburg unterstand, in eine schwierige Situation, da ihre Handelsbeziehungen auf ein gutes Einvernehmen mit beiden Widersachern angewiesen waren. Im Weiteren bedeutete die habsburgische Herrschaft eine Bedrohung für die Autonomie Luzerns, weshalb die habsburgfeindliche Partei in der Stadt immer stärker wurde. Am 7. November 1332 schloss Luzern zusammen mit den Orten Gersau und Weggis deshalb ein «ewiges Bündnis» mit Uri, Schwyz und Unterwalden, in dem sich die Parteien unter anderem auf einen Defensivpakt sowie auf die Einberufung eines Schiedsgerichts verständigten. Die Rechte Habsburgs wurden in diesem Abkommen zwar vorbehalten, die antihabsburgische Stossrichtung des Bundes war dennoch offensichtlich.
Im Reich veränderte sich die Lage nach 1322 zu Ungunsten der Eidgenossenschaft. König Ludwig IV. setzte sich in der Schlacht bei Mühldorf gegen Friedrich den Schönen durch und wurde nun allgemein als römisch-deutscher König anerkannt. Er geriet aber kurze Zeit später in einen Konflikt mit dem Papst, weshalb er sich mit den Habsburgern aussöhnte und deren Besitz formal anerkannte. 1325 wurde Friedrich von Ludwig sogar als «Mitkönig» bezeichnet. Nach dem Tod Friedrichs verschwand der Gegensatz zwischen Ludwig, der zwischenzeitlich in Rom zum Kaiser gekrönt wurde, und Habsburg; das Interesse Ludwigs an der Eidgenossenschaft liess nach. 1331 bestätigte er zwar noch einmal die Privilegien von Uri, Schwyz und Unterwalden, 1334 sprach er jedoch Schwyz und Unterwalden Habsburg zu. Sofort begann wieder ein fehdeartiger Kleinkrieg zwischen den habsburgischen Gebieten und den Eidgenossen, der 1336 durch ein Schiedsgericht beigelegt wurde. Luzern verblieb zwar im Bund mit den Waldstätten, musste aber auch die habsburgischen Hoheitsrechte anerkennen. Ein Umsturz der Machtverhältnisse in der Stadt in der «Luzerner Mordnacht» von 1343 durch habsburgische Parteigänger scheiterte jedoch.

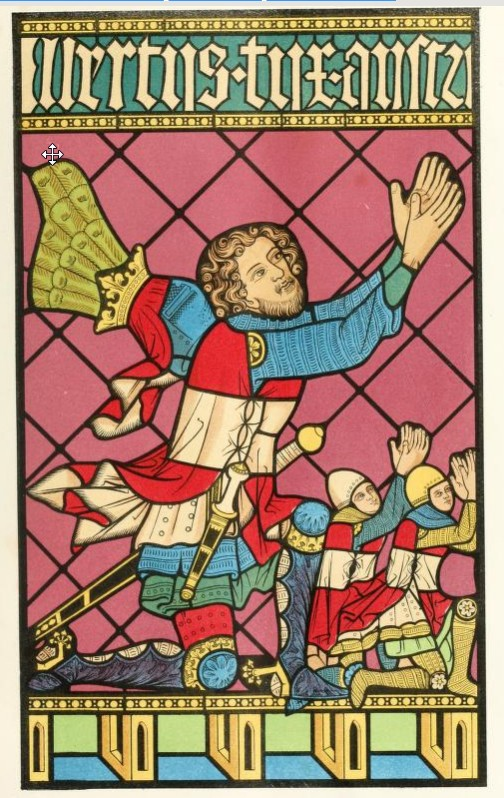
Darstellung Herzog Albrechts II.

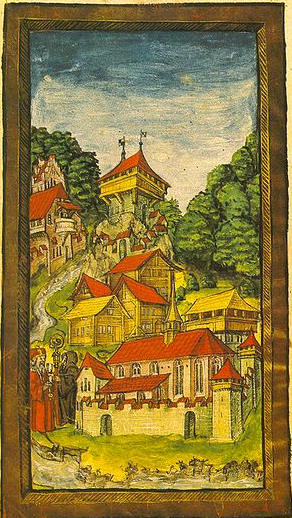
Stadt Luzern im 15. Jahrhundert.
(Darstellung in der Chronik von Diebold Schilling, 1513)

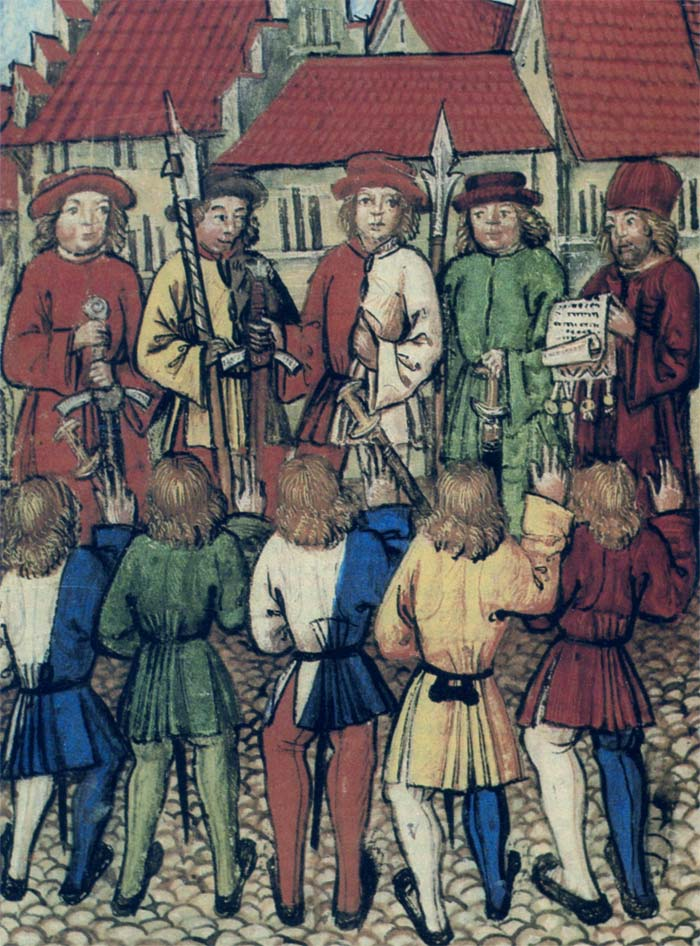
Die Bürger der Stadt Zürich leisten am 1. Mai 1351 den Bundesschwur vor Vertretern der vier Waldstätte.
(Darstellung in der Chronik von Diebold Schilling, 1513)

Habsburg gelang nach der Versöhnung mit dem Kaiser 1330 unter Herzog Albrecht II. und seiner Schwester, der ungarischen Königswitwe Agnes, die Festigung ihrer Besitztümer in den Vorlanden. Ludwig IV. verpfändete die oberdeutschen Reichsstädte 1330 an Albrecht, Zürich und St. Gallen lösten sich jedoch sofort aus. Zwar gelang es auch Albrechts Nachfolger, «Erz»-Herzog Rudolf IV., nicht, die habsburgische Hoheit über Zürich, Bern, St. Gallen und Solothurn durchzusetzen, er erreichte jedoch, dass sich die Städte dem habsburgischen Landfriedensbündnis anschlossen. 1356 verbündete sich Zürich mit Rudolf, 1357 mit dem Bischof von Konstanz, 1358 mit dem Bischof von Chur, und 1363 erwarb Habsburg die Grafschaft Tirol. Die Machtstellung Habsburgs im süddeutschen Raum war klar am Erstarken. Im Gebiet der Aare waren die Habsburger Herr über Freiburg im Üechtland, sie waren mit Solothurn verbündet, und Bern, obwohl an die Eidgenossenschaft gebunden, war wegen der westlichen Bedrohung aus Savoyen nicht an einer Feindschaft gegenüber Habsburg interessiert. Im Übrigen war die Position Habsburgs im Sundgau, im Breisgau, im Schwarzwald, im Berner Oberland, in Aaretal von Biel flussabwärts, im St. Galler Rheintal, in der Linthebene zwischen Weesen und Rapperswil, im Zürcher Umland sowie im Aargau und im Thurgau entweder durch Besitz oder durch starken Einfluss gesichert. Als langfristiger Vorteil der Eidgenossen wirkte allerdings die Verlagerung des Schwergewichts der habsburgischen Besitzungen nach Osten, was sich durch den Erwerb der Herzogtümer Österreich, Steiermark und Kärnten manifestierte. Die Herzöge weilten meistens in den genannten Ländereien, und ohne ihre Anwesenheit vor Ort waren grössere militärische Unternehmungen damals nicht denkbar.
Wie die Luxemburger verschoben also die Habsburger ihren Schwerpunkt nach Osten, ohne allerdings das Interesse an den Stammlanden zu verlieren; vielmehr lagen Versuche nahe, die verschiedenen Besitzungen zu einem zusammenhängenden Fürstenterritorium zu verbinden.
Der Konflikt zwischen den Eidgenossen und Habsburg führte in den Jahren 1351–1353 zum Beitritt weiterer Vogteien und Städte zur Eidgenossenschaft, die damit zum Bund der Acht Alten Orte heranwuchs. Dem stand allerdings ein stärkeres Engagement des Habsburgers Herzog Albrecht II. gegenüber, der in seinen Stammlanden die Territorialherrschaft ausbauen konnte. In der dritten Phase der Habsburgerkriege fand deshalb eine geografische und strategische Verlagerung statt, nämlich weg von den Waldstätten in Richtung der Städte Zürich und Luzern, da es nun diese beiden Orte waren, die mit dem Aufbau ihrer Territorialherrschaften in den Macht- und Einflussbereich Habsburgs ausgriffen.
Die Reichsstadt Zürich stand nach der «Zürcher Mordnacht» von 1350 im Krieg gegen den Grafen von Habsburg-Laufenburg und nach gescheiterten Vermittlungsversuchen im Zusammenhang mit der Zerstörung von Rapperswil auch gegen Herzog Albrecht II. So in Bedrängnis geraten, sicherte sich die Stadt 1351 durch ein Defensivbündnis mit den Eidgenossen ab, wobei ihr die Erhaltung der Brunschen Zunftverfassung garantiert wurde. Als Albrecht 1351 gegen Zürich zog, besetzten die Innerschweizer im Gegenzug das zu Habsburg gehörende Tal Glarus, das seit 1323 in Kontakt mit Schwyz stand und seine ehemalige Autonomie zurückgewinnen wollte. Im Februar 1352 wehrten die Glarner einen habsburgischen Angriff bei Näfels ab und traten im Juni in ein «Minderes Bündnis» mit den Orten Zürich, Luzern und den drei Waldstätten. Im selben Jahr trat nach einer kurzen Belagerung durch die Eidgenossen auch die habsburgische Landstadt Zug der Eidgenossenschaft bei, wodurch eine territoriale Verbindung zwischen Zürich und der Innerschweiz zustande kam. Nach einer zweiten Belagerung Zürichs durch Albrecht II. handelten die Parteien im September 1352 den sogenannten Brandenburger Frieden aus, mit dem Ergebnis, dass sowohl die Habsburger wie auch die Eidgenossen sämtliche ihre unlängst gemachten Eroberungen zurückgeben müssten, wodurch mindestens Zug und Glarus wieder an Habsburg gefallen wären. Da Herzog Albrecht jedoch mit diesem Ausgang unzufrieden war, unterbreitete er den Streitfall dem römisch-deutschen König Karl IV. aus dem Geschlecht Luxemburg. Der königliche Schiedsspruch fiel in der Tendenz zugunsten Habsburgs aus, weshalb sich die Eidgenossen nicht genötigt sahen, den Brandenburger Frieden umzusetzen. Darauf nahm Albrecht 1354 den Krieg um Zürich erneut auf und belagerte die Stadt zum dritten Mal, diesmal verstärkt durch Truppen des Königs. Trotz Unterstützung aus dem Reich war die habsburgische Position geschwächt, weil sich im Jahre 1353 die zuvor mit Albrecht verbündete Reichsstadt Bern der Eidgenossenschaft zugewandt hatte: die dortigen Stadtherren befürchteten nämlich einen Abfall ihrer Untertanen im Berner Oberland. Während es Albrecht nicht gelang, Zürich einzunehmen, trat König Karl IV. erneut als Vermittler auf. Im Regensburger Frieden wurde der frühere Brandenburger Friede bestätigt, und Zürich, welches sich aus wirtschaftlichen Überlegungen Habsburg kurzzeitig wieder genähert hatte, übernahm dabei die Verpflichtung, den Vertrag durchzusetzen, notfalls gegen den Willen der Eidgenossen.
Obwohl sich in der dritten Phase der Habsburgerkriege Herzog Albrecht II. nicht völlig durchsetzen konnte, bedeutete der Regensburger Friede eine Bestätigung der Hegemonialstellung Habsburgs in den Gebieten der österreichischen Vorlande, da Habsburg sich gegen die Ansprüche Zürichs behaupten konnte und auch seine Stellung in Zug und Luzern rechtlich vorläufig unbestritten blieb. Noch Anfang der 1360er Jahre liess sich Luzern von Erzherzog Rudolf IV. seine Privilegien bestätigen und kämpfte im Guglerkrieg an der Seite der Habsburger.
Der oberdeutsche Raum war im hohen Mittelalter kaisernah gewesen: Die Salier und Staufer hatten ihre Stammlande in Schwaben, Franken und am Rhein gehabt. Auch der Wittelsbacher Ludwig der Bayer, seit 1328 Kaiser, stammte aus dem Süden und residierte in München. Sein Nachfolger hingegen, Karl der IV. aus dem Hause Luxemburg, hielt in seiner Geburtsstadt Prag Hof. Im Unterschied zu seinen Vorgängern verzichtete er auch auf eine aktive Italienpolitik und zog nur zweimal für kurze Zeit über die Alpen. Damit rückte das künftige Schweizer Mittelland an den Rand des Reiches. Es bildete zu diesem Zeitpunkt in keiner Hinsicht eine Einheit, sondern hatte zwei Pole: den Genfersee und den Bodensee mit den dazugehörigen Siedlungs- und Kulturräumen.

## Vierte Phase: Der Sempacherkrieg

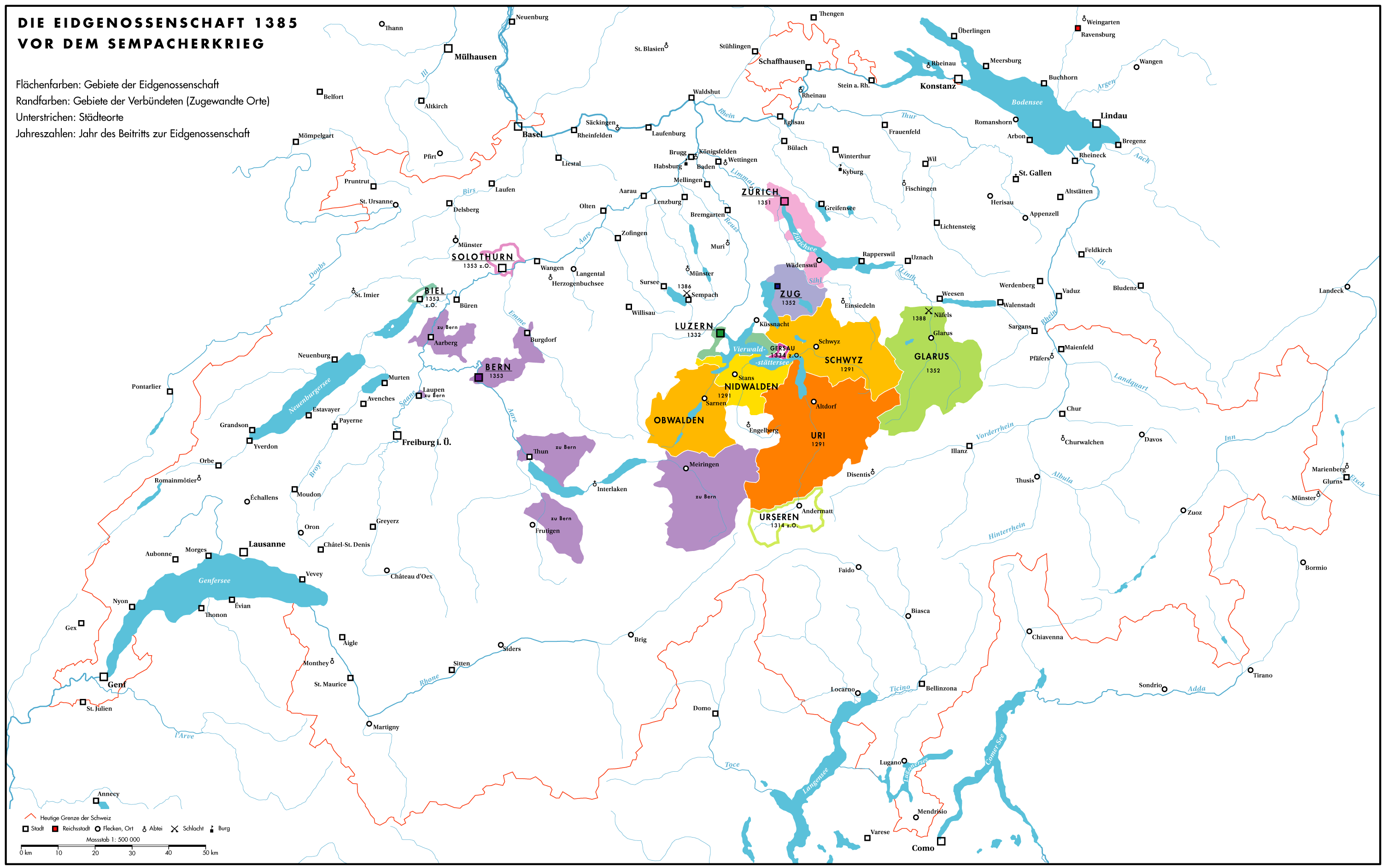
Die Schweiz im Jahre 1385

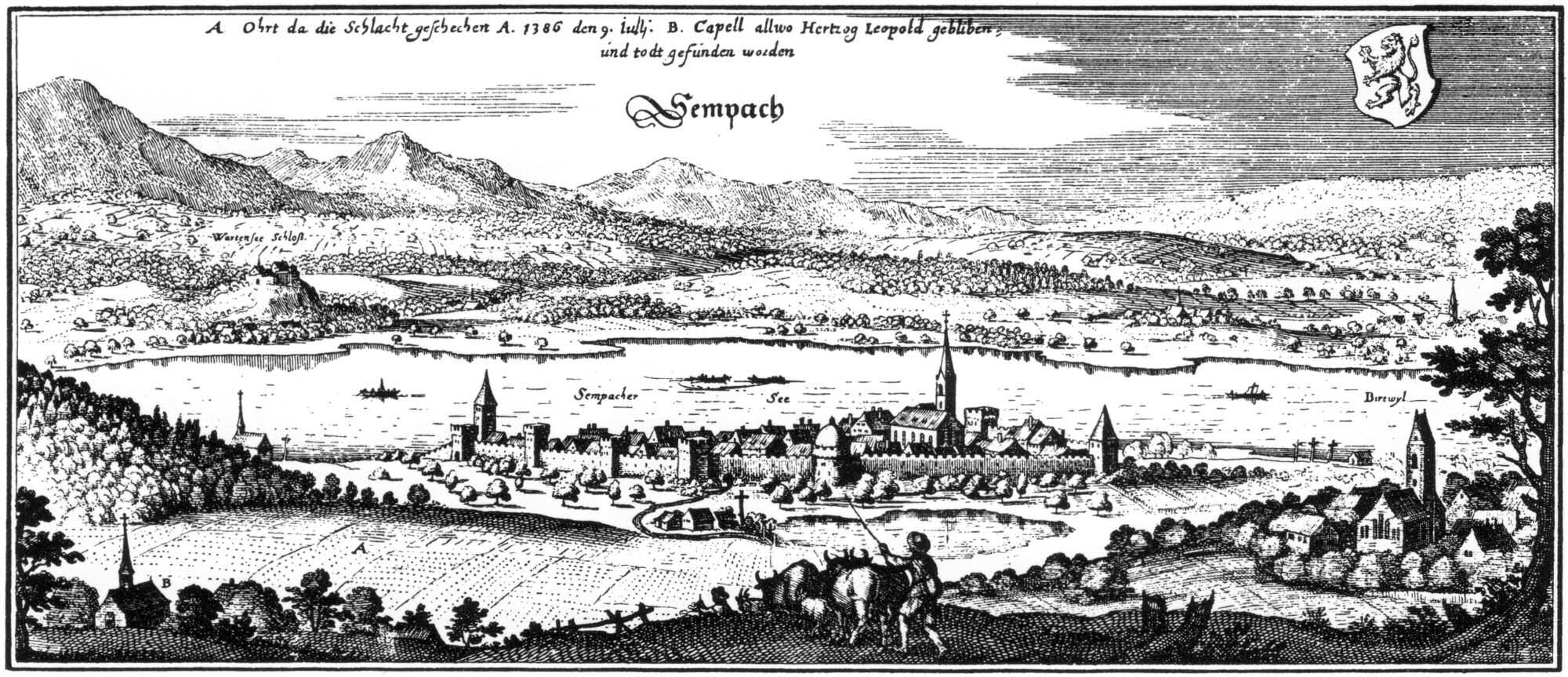
Die Landstadt Sempach.
Kupferstich von Matthäus Merian, 1654

Zwischen der dritten und der vierten Phase der Habsburgerkriege liegt eine Zeit des brüchigen Friedens. Wiederholt kam es zu Provokationen beider Seiten. Sowohl Bern wie auch Zürich und Luzern betrieben zeitweise energisch die Ausweitung ihres Einflusses auf die umliegenden Adelsherrschaften und versuchten den Aufbau eigener Landesherrschaften. Dabei konkurrierten sie mit Habsburg, das über die meisten Teile des heutigen schweizerischen Mittellandes direkt oder indirekt herrschte oder Herrschaftsansprüche geltend machte. Während König Karl IV. gegen die Habsburger einen Konflikt um die Herrschaft über die Grafschaft Tirol austrug, bemächtigte sich Schwyz 1364/65 der Stadt Zug. Im Thorberger Frieden von 1368 anerkannten die Habsburger Herzöge Albrecht III. und Leopold III., die nach dem Tod Rudolfs IV. im Jahre 1365 gemeinsam herrschten, die Zugehörigkeit Zugs zur Eidgenossenschaft. Zug lieferte jedoch weiter Abgaben an die Habsburger. 1370 festigte der sogenannte Pfaffenbrief, der einen ersten Schritt in Richtung einheitlicher Gesetzgebung darstellte, den inneren Zusammenhalt der Eidgenossenschaft. Darin war auch festgehalten, dass alle habsburgischen Dienstleute im eidgenössischen Herrschaftsbereich den Orten den Treueid zu leisten hätten.
Während des Guglerkriegs im Jahre 1375 einigten sich Habsburger und Eidgenossenschaft auf eine zeitweilige Waffenbrüderschaft, so dass die französischen und englischen Söldnertruppen des Grafen Enguerrand VII. de Coucy erfolgreich abgewehrt werden konnten. Hernach brach der Konflikt jedoch neu auf, und zwar anlässlich des missglückten Handstreichs des Grafen Rudolf II. von Habsburg-Neukyburg auf die mit Bern verbündete Stadt Solothurn. Im daraus resultierenden Burgdorferkrieg gingen 1382 die Berner, Solothurner und die Waldstätter gemeinsam gegen Rudolf vor und erzwangen dabei den Verkauf der Landstädte Burgdorf und Thun an Bern. Damit expandierte Bern in ein Gebiet, das die Habsburger Herzöge als ihr Stammland betrachteten.
Der Konflikt zwischen den aufstrebenden Landesherren und den Reichsstädten im Zuge der Entstehung der Territorialstaaten gärte auch auf Reichsebene. So entstand 1331 der Schwäbische Städtebund und 1381 der Rheinische Städtebund zum Schutz der städtischen Freiheiten gegenüber den grossen Territorialstaaten des Adels. Die städtefeindliche Politik der deutschen Könige Karl IV. und Wenzel, beide aus dem Geschlecht der Luxemburger, führte letztlich zum Zusammenrücken fast aller bedeutenden Reichsstädte im süddeutschen Raum, mit dem Ergebnis, dass der Rheinische und der Schwäbische Städtebund untereinander eine militärische Allianz bildeten und zum Süddeutschen Städtebund fusionierten. Da aber die Goldene Bulle von Karl IV. Städtebünde untersagt hatte, führte der Zusammenschluss der Städte zum Deutschen Städtekrieg, in dem der Sempacherkrieg ein Teilgeschehen darstellte.
Der Regent in den habsburgischen Vorlanden, Herzog Leopold III., war in Schwaben einer der härtesten Widersacher der Reichsstädte, da er die beiden Landvogteien, namentlich Ober- und Niederschwaben, als Pfand vom König Wenzel erhalten hatte. Allerdings war Leopold aber auch um einen Ausgleich zwischen den Städten und den verarmten Adligen des Löwenbundes bemüht. So vermittelte er zum Beispiel 1382 die «Ehinger Einung» zwischen Stadt und Adel. 1385 schlossen die Städte Bern, Zürich, Zug und Solothurn im Zuge ihrer antihabsburgischen Politik mit dem Süddeutschen Städtebund den Konstanzer Bund, um sich gegen Leopold abzusichern. Neben Bern führten auch andere eidgenössische und verbündete Städte im schweizerischen Mittelland eine aggressive Expansionspolitik gegen die Besitzungen des Adels. Ganze Herrschaften wurden von den in finanzielle Not geratenen Adligen aufgekauft oder als Pfand erworben. Weitere beliebte Strategien der Einflussnahme waren das Abschliessen von Erbverträgen, Fehden oder die Übernahme von Adligen (oder deren Untertanen) als Pfahlbürger in die Stadtgemeinde. Die Goldene Bulle verbot zwar die Aufnahme von Pfahlbürgern, die eidgenössischen Orte kümmerte dies jedoch wenig.
Direkter Auslöser der militärischen Eskalation in der vierten Phase der Habsburgerkriege war die aggressive Politik Luzerns ab dem Frühjahr 1385. Im Wissen, sowohl mit der Eidgenossenschaft wie auch mit dem Süddeutschen Städtebund liiert zu sein, wagte die Stadt eine bewaffnete Auseinandersetzung, um ihre völlige Unabhängigkeit von Habsburg und eine eigene Territorialherrschaft zu gewinnen. Zuvor hatte sich Luzern durch eine intensivierte Aufnahme von Pfahlbürgern aus dem habsburgischen Gebiet und den Abschluss eines Burgrechts mit dem Entlebuch und den Städten Sempach und Richensee weiter gestärkt; dies alles gegen das explizite Verbot des habsburgischen Vogts von Rothenburg. Mit der Zerstörung der habsburgischen Festungen Rothenburg und Wolhusen und der Besetzung des Seetals eröffnete Luzern im Januar 1386 den Krieg gegen Leopold III. Im Schlepptau dieser Ereignisse griffen die Zürcher Rapperswil erneut an und besetzten das linke Ufer des Zürichsees, Schwyz seinerseits besetzte Einsiedeln und die untere March, die Glarner schliesslich erhoben sich abermals gegen die habsburgische Herrschaft. Leopold III. reagierte zuerst mit diplomatischen Vorstössen und konnte so im Februar den Süddeutschen Städtebund neutralisieren, der am 15. Mai in einen Vergleich mit den Habsburgern einwilligte und den Konstanzer Bund platzen liess.
Da die eidgenössischen Parteien nicht auf die Vermittlungsbemühungen der schwäbischen Städte eingingen, sammelte Leopold im Juni 1386 an seinem Stammsitz in Brugg ein Ritterheer aus dem Adel des Aargaus, des Sundgaus, aus Schwaben, aus der Grafschaft Tirol und aus Mailand, das er mit einem Aufgebot der aargauischen Landstädte sowie Söldnern aus Lothringen und dem Burgund aufstockte. Insgesamt kamen so zwischen 8'000 und 10'000 Mann zusammen. Leopold verteilte sein Heer auf drei Gruppen, wobei eine Armee über Baden gegen Zürich, eine zweite über Willisau gegen Bern, das Gros jedoch über Sempach gegen Luzern ziehen sollte. Diese Hauptmacht stiess am 9. Juli in Sempach auf ein Aufgebot der Eidgenossen und wurde in der Schlacht bei Sempach vernichtend geschlagen. Mit rund 700 adligen Rittern im Aufgebot des Herzogs fiel auch ihr Anführer Leopold III.

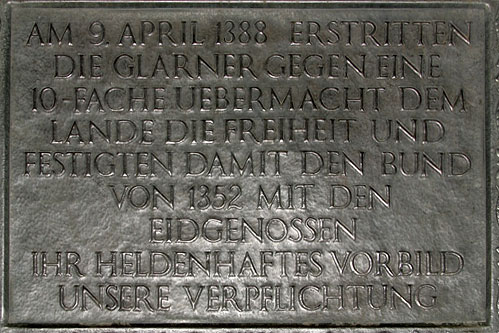
Schlachtengedenktafel in Näfels

Nach dem Tod des Herzogs setzte sein Bruder Albrecht als Vormund für die Söhne Leopolds den Krieg gegen die Eidgenossenschaft fort. Die Eidgenossen reagierten im August mit der Besetzung der Stadt Weesen am Walensee, um sich gegen Osten abzusichern. Nach einem kurzen Waffenstillstand gelang es Albrecht in der Mordnacht von Weesen, handstreichartig die strategisch wichtige Position am Walensee wieder einzunehmen. Von hier aus zog im April 1388 ein habsburgisches Heer aus dem Ostschweizer, Vorarlberger und Tiroler Adel gegen Glarus, wo ihm in der Schlacht bei Näfels eine schwere Niederlage widerfuhr. Im Westen eroberten derweil Bern und Solothurn gemeinsam die Herrschaften Büren und Nidau. Im römisch-deutschen Reich erlitten unterdessen die Städte in den Schlachten bei Döffingen und bei Worms eine Niederlage, so dass sich die Städtebünde auflösen mussten und im Landfrieden von Eger das Verbot zur Bildung von Städtebünden bestätigt wurde.
Herzog Albrecht III. liess sich nach den klaren Niederlagen von Sempach und Näfels 1389 auf einen siebenjährigen Waffenstillstand ein, der 1394 um weitere zwanzig Jahre verlängert wurde. Glarus wurde damit endgültig eidgenössisch, die habsburgischen Rechte in Zug sowie auch in Luzern wurden von Albrecht nicht mehr geltend gemacht, und die Eroberungen sollten ebenfalls den Eidgenossen verbleiben. Der Herzog und seine Nachfolger fanden sich damit mit der Existenz der Eidgenossenschaft ab, ohne formal auf ihre Rechte zu verzichten. Mit der erlittenen Niederlage im Sempacherkrieg verlagerte sich das Machtgefüge in der Schweiz weg vom Hochadel aus den Häusern Habsburg und Neu-Kyburg hin zu kommunalen Herrschaften. Nun wurde die Bildung der grossen städtischen Territorialherrschaften, die für die Alte Eidgenossenschaft charakteristisch sind, möglich. In der Nachbarschaft gefestigter und teilweise noch im Aufstieg begriffen waren jedoch die feudalen Herrschaften der Häuser Savoyen (im Westen) und Visconti im südlich gelegenen Herzogtum Mailand.

## Fünfte Phase: Endgültige Verdrängung Habsburgs aus der Schweiz

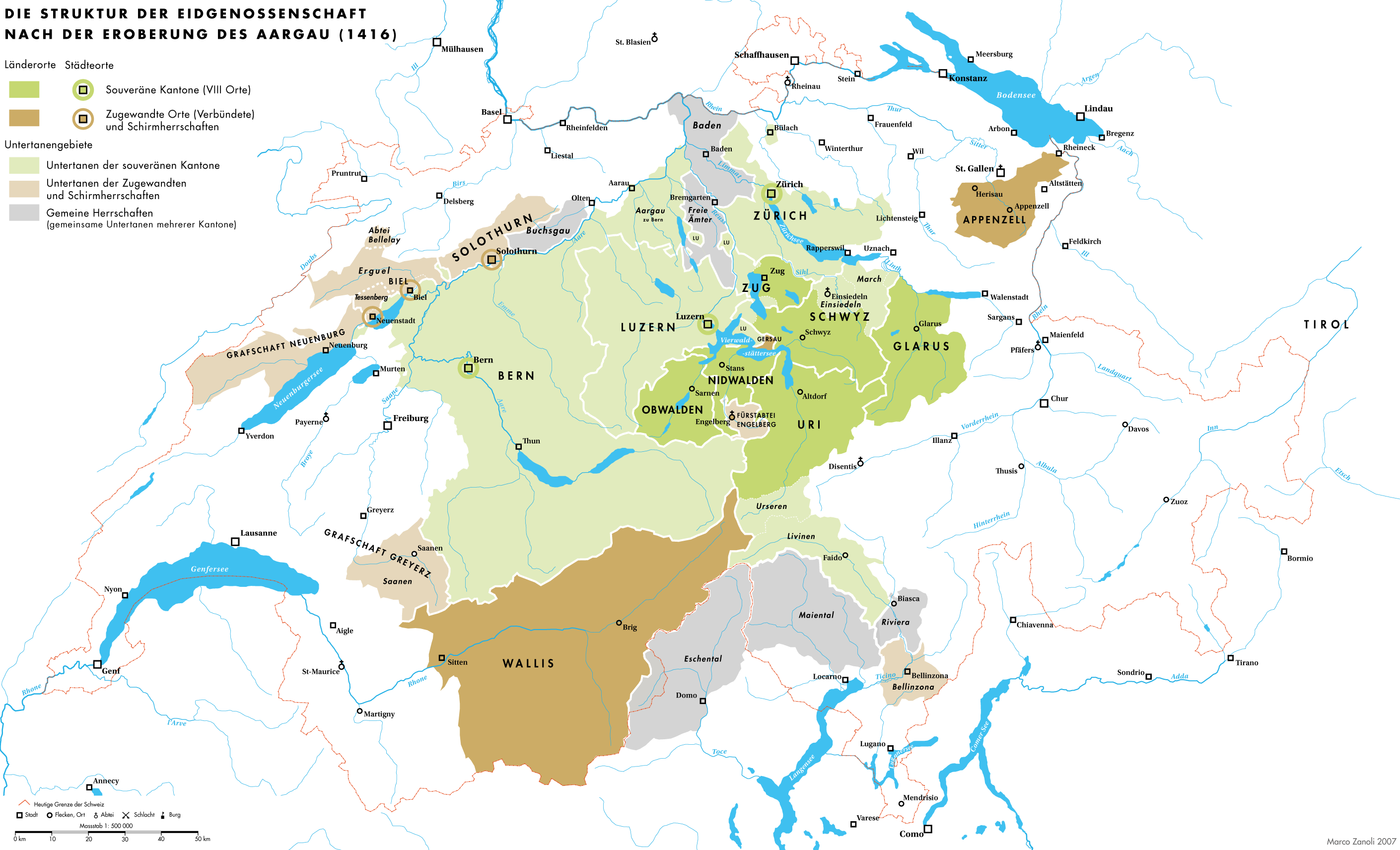
Die politische Struktur der Eidgenossenschaft 1416 nach der Eroberung des Aargaus

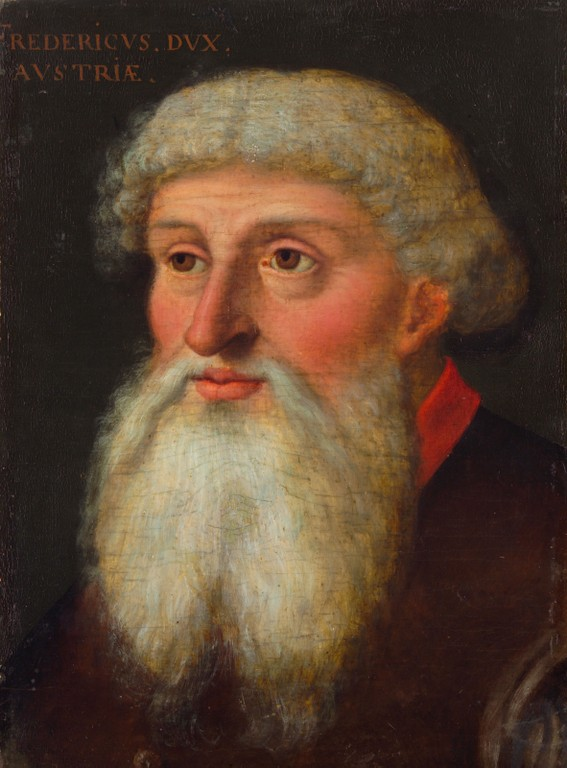
Herzog Friedrich IV. von Tirol
(Anonymus, 16. Jahrhundert)

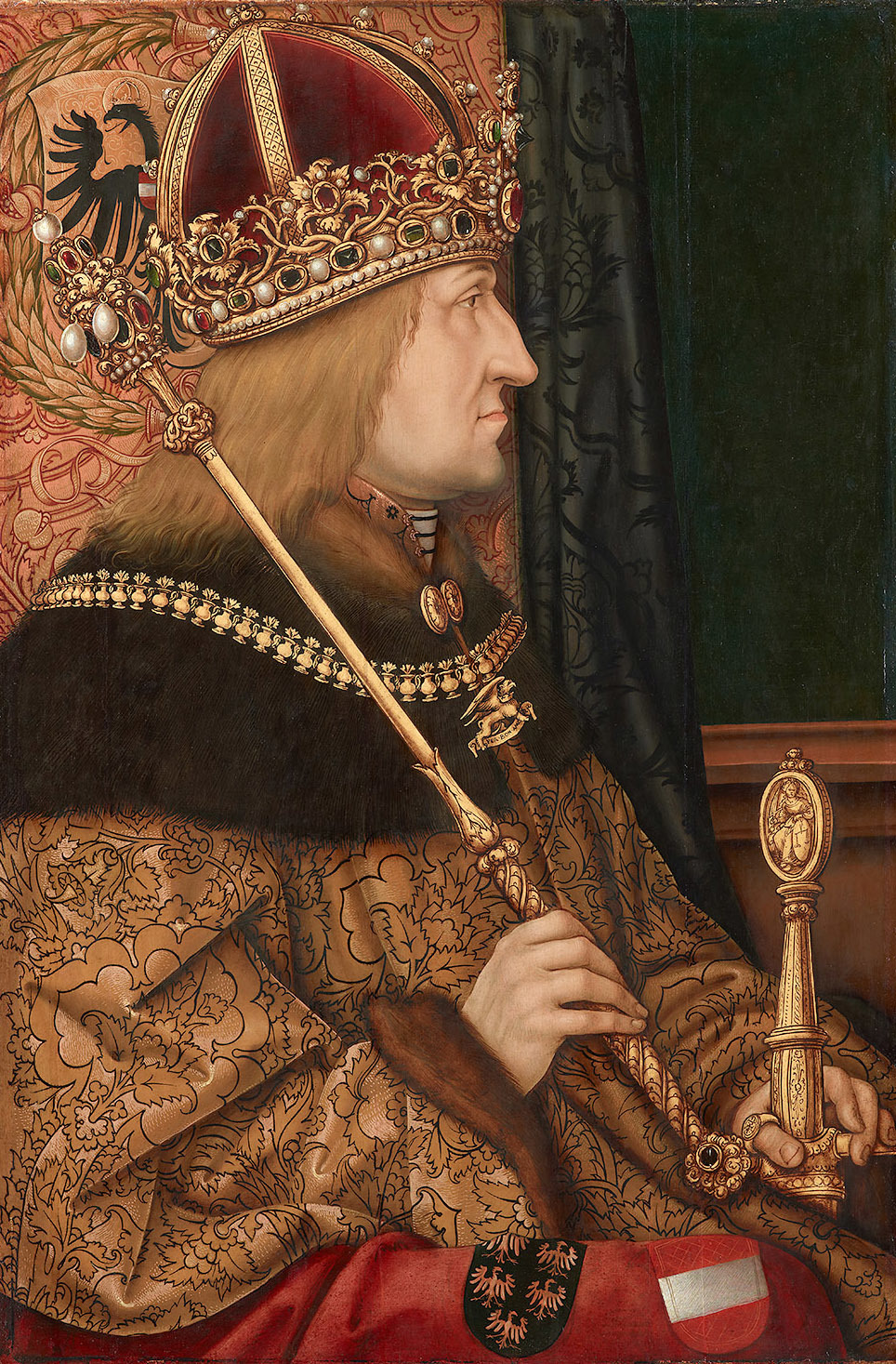
Der römisch-deutsche König Friedrich III. von Habsburg, ab 1452 Kaiser
(Hans Burgkmair der Ältere, 1531 nach einem verlorenen Original von 1468)

Obwohl Friedrich IV., Sohn von Leopold III. und Regent der habsburgischen Vorlande und der Grafschaft Tirol, 1412 einen fünfzigjährigen Frieden mit der Eidgenossenschaft geschlossen hatte, kam es bereits 1415 erneut zum Ausbruch von Feindseligkeiten. Der direkte Anlass dieses Konflikts, der die fünfte Phase der Habsburgerkriege einleitete, war das Bündnis zwischen Friedrich IV. und Papst Johannes XXIII. Als der Papst durch das Konzil von Konstanz für abgesetzt erklärt wurde, setzte König Sigismund aus dem Geschlecht Luxemburg Friedrich in die Reichsacht. Der König entband die Eidgenossen von ihrem Friedensvertrag und drängte sie zum Krieg gegen die habsburgischen Stammlande im Aargau. Im April und Mai 1415 besetzten die Eidgenossen dann tatsächlich den Aargau, der ihnen vom König und von Habsburg, nachdem sich die beiden Parteien ausgesöhnt hatten, gegen eine finanzielle Abgeltung von 9500 Gulden übertragen wurde. Damit war der territoriale Zusammenhang der achtörtigen Eidgenossenschaft erstmals gegeben.

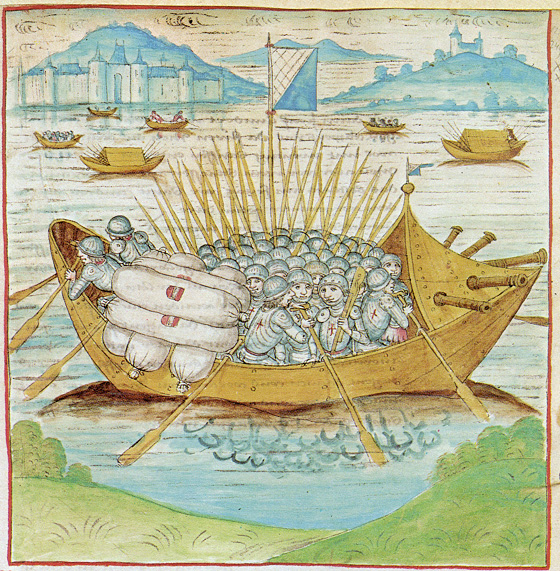
Ein Zürcher Kriegsschiff mit habsburgischen Pikenieren und Getreidelieferungen im Alten Zürichkrieg.
(Amtliche Berner Chronik, 1478)

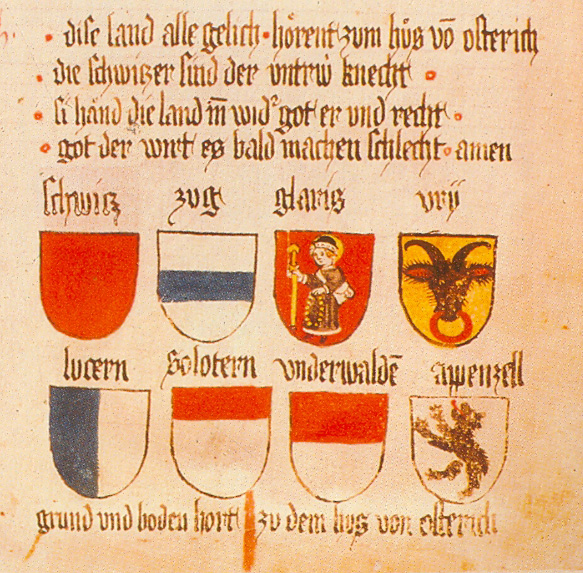
Ingeram-Codex, 1459
dise land alle gelich. hörent zum hus vo(n) osterich/
die schwizer sind der untr(e)w knecht./
si hand die land in(n) wid(er) got e(h)r und recht./
got der wirt es bald machen schlecht. amen
schwiz zug glaris vry (Uri)
lucern solotern underwalde(n) appenzell
grund und boden hort zu dem hus von osterich/

Anlässlich des Alten Zürichkriegs kam es 1442 zu einem Bündnis zwischen Zürich und Habsburg gegen die Eidgenossenschaft. Habsburg hatte sich in der ersten Phase dieses innereidgenössischen Konflikts weitgehend neutral verhalten, wenn auch die Verpfändung der Herrschaft Windegg 1438 an Schwyz und Glarus klar gegen die Interessen Zürichs verstiess. Nach der vorläufigen Niederlage Zürichs im Jahre 1440 gelangte der Zürcher Bürgermeister Rudolf Stüssi an den neu gewählten römisch-deutschen König Friedrich III. aus dem Haus Habsburg. 1442 einigten sich Zürich und der König auf ein «Ewiges Bündnis», wobei Zürich als Vorleistung die Grafschaft Kyburg an die Habsburger zurückgab und Habsburg freie Hand zur Rückeroberung des Aargaus liess. Zürich sollte dafür später von Habsburg die Grafschaften Uznach und Toggenburg erhalten. Friedrich entsandte Truppen und Heerführer zur Unterstützung Zürichs und erschien am 19. September 1440 persönlich in Zürich, um den Reichseid und die Beschwörung des ewigen Bundes entgegenzunehmen.
Die übrigen Orte der Eidgenossenschaft verlangten vergeblich die Auflösung des Bündnisses, so dass es 1443 zur Wiederaufnahme der Kriegshandlungen durch die Eidgenossen kam. Da die Unterstützung Zürichs durch Friedrich nur ungenügend ausfiel, sah sich Zürich nach einer Reihe von militärischen Niederlagen 1444 zu Friedensverhandlungen gezwungen. Jetzt erst weitete sich der Alte Zürichkrieg zu einem Konflikt auf europäischer Ebene aus. Friedrich sah sich veranlasst, Unterstützung vom französischen König Karl VII. zu erbitten. Dieser sandte einen grossen Restbestand seines Söldnerheers, die Armagnaken, gegen die Eidgenossen. Zwar gelang es den Armagnaken in der Schlacht bei St. Jakob an der Birs unweit von Basel, eine kleine Vorhut der Eidgenossen vernichtend zu schlagen, doch beeindruckt durch ihre eigenen hohen Verluste, wandte sich das als undiszipliniert geltende Söldnerheer (das nur unregelmässig besoldet wurde) von seiner eigentlichen Mission ab, um stattdessen das benachbarte Sundgau, das unter habsburgischer Regentschaft stand, zu marodieren. Der Friedensvertrag von Ensisheim im Oktober 1444 setzte den Kampfhandlungen zwischen Frankreich und der Eidgenossenschaft auch formell ein Ende. Friedrich III. verhängte währenddessen die Reichsacht gegen die Eidgenossenschaft und übergab die Kriegsführung an seinen Bruder, Herzog Albrecht VI., der zum alleinigen Regenten von Vorderösterreich aufstieg. Albrecht und zahlreiche schwäbische Grafen, Ritter und Gutsherren begannen darauf in kleineren und grösseren Raub- und Verwüstungszügen die eidgenössischen und appenzellischen Gebiete am Rhein zwischen Sargans und dem Aargau heimzusuchen. Die Appenzeller konnten den einzigen ernsthaften Vorstoss in ihr Kernland am 11. Juni 1445 in der Schlacht bei Wolfhalden zurückweisen, die Eidgenossen taten Gleiches in der Schlacht bei Ragaz am 6. März 1446. In langwierigen Friedensverhandlungen einigten sich die verschiedenen Parteien 1450 schliesslich auf die Auflösung des Bundes zwischen Zürich und Habsburg und auf die Erneuerung des «Fünfzigjährigen Friedens» zwischen Habsburg und der Eidgenossenschaft. Mit dem Frieden von 1450 trat die Eidgenossenschaft «in einen neuen Aggregatzustand», aus einem lockeren Bündnisgeflecht wurde ein geschlossener «Bündnisverbund».
In den folgenden Jahren zogen sich die Habsburger weiter aus den ihnen noch verbliebenen Gebieten in der heutigen Schweiz zurück. 1452 veräusserte Albrecht VI. die Grafschaft Kyburg endgültig an Zürich und verlor durch die Bündnispolitik der Eidgenossen mit Appenzell, der Stadt St. Gallen und der Abtei St. Gallen sowie Schaffhausen deutlich an Einfluss in der Ostschweiz. Nur die Städte Winterthur und Rapperswil sowie die Landgrafschaft Thurgau und das untere Rheintal verblieben beim Herzogtum. Nach dem Ausbruch des Plappartkrieges 1458 kam es zu einem proeidgenössischen Umsturz in Rapperswil, als eidgenössische Truppen durch die Stadt ziehen wollten. Papst Pius II. drohte darauf den Eidgenossen den Kirchenbann an, falls sie den «Fünfzigjährigen Frieden» mit den Habsburgern nicht einhalten würden. Da Pius jedoch wenige Monate später den Herzog Sigismund von Tirol, der erst kurz zuvor Regent von Vorderösterreich geworden war, 1460 in den Kirchenbann setzte und die Eidgenossen aufrief, dessen Gebiete zu besetzen, war diese Drohung bald obsolet. Am 14. September 1460 begannen die Eidgenossen ohne die Beteiligung Berns den Thurgau zu erobern. Zudem wurden auch Walenstadt und das Sarganserland besetzt. Sigismund musste im Frieden von Konstanz am 1. Juni 1461 den erweiterten Besitzstand der Eidgenossen für fünfzehn Jahre anerkennen. Da Appenzell 1460 durch Pfand die Vogtei Rheintal erwarb und Zürich 1467 die völlig isolierte habsburgische Stadt Winterthur kaufte, verblieb Habsburg links des Rheins nur das Fricktal mit den als Brückenkopf dienenden Städten Laufenburg und Rheinfelden.

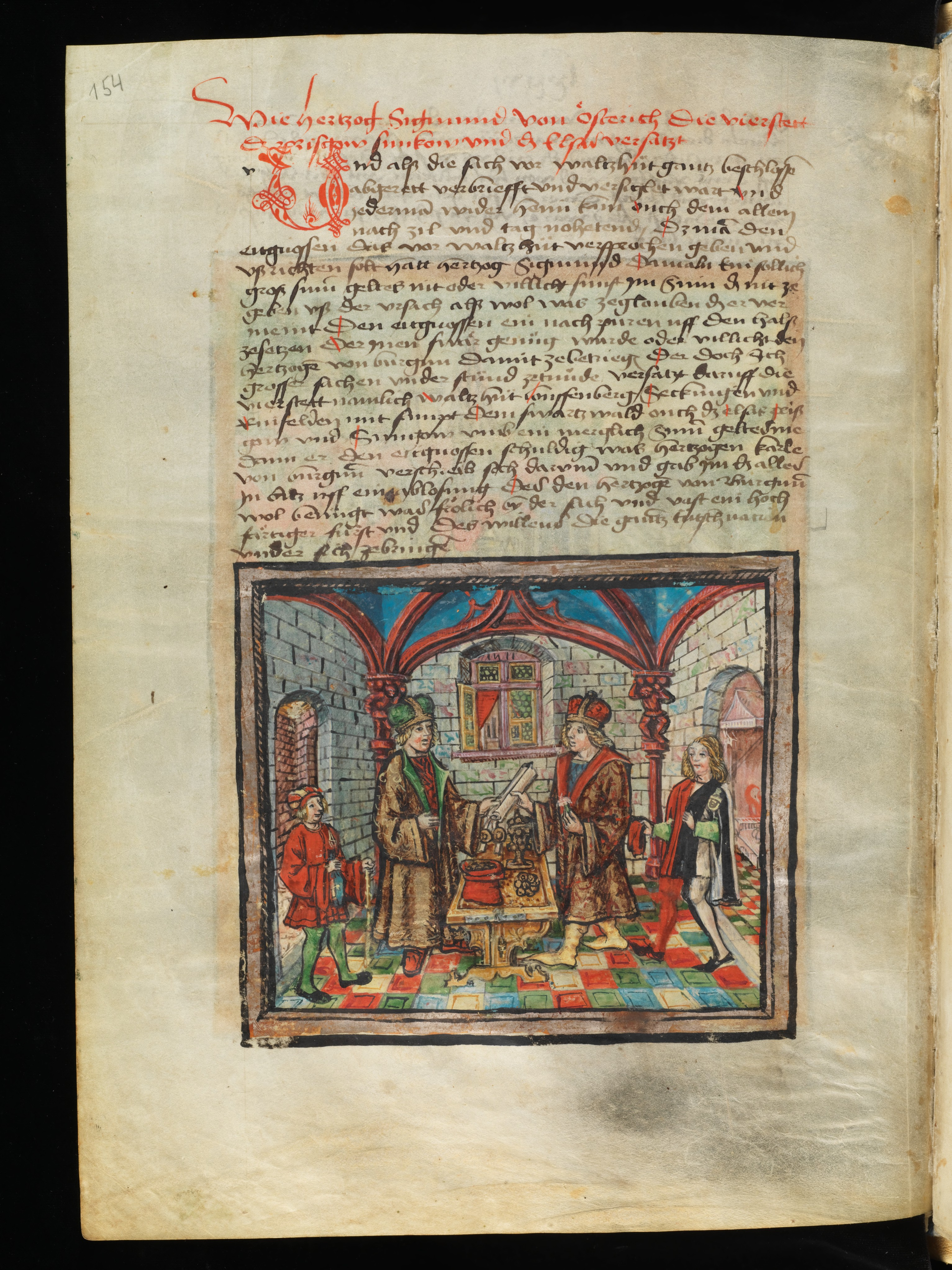
Herzog Sigmund von Österreich verpfändet am 9. Mai 1469 den Breisgau und den Sundgau an Karl den Kühnen.
(1513, Diebold Schilling, Schweizer Bilderchronik)

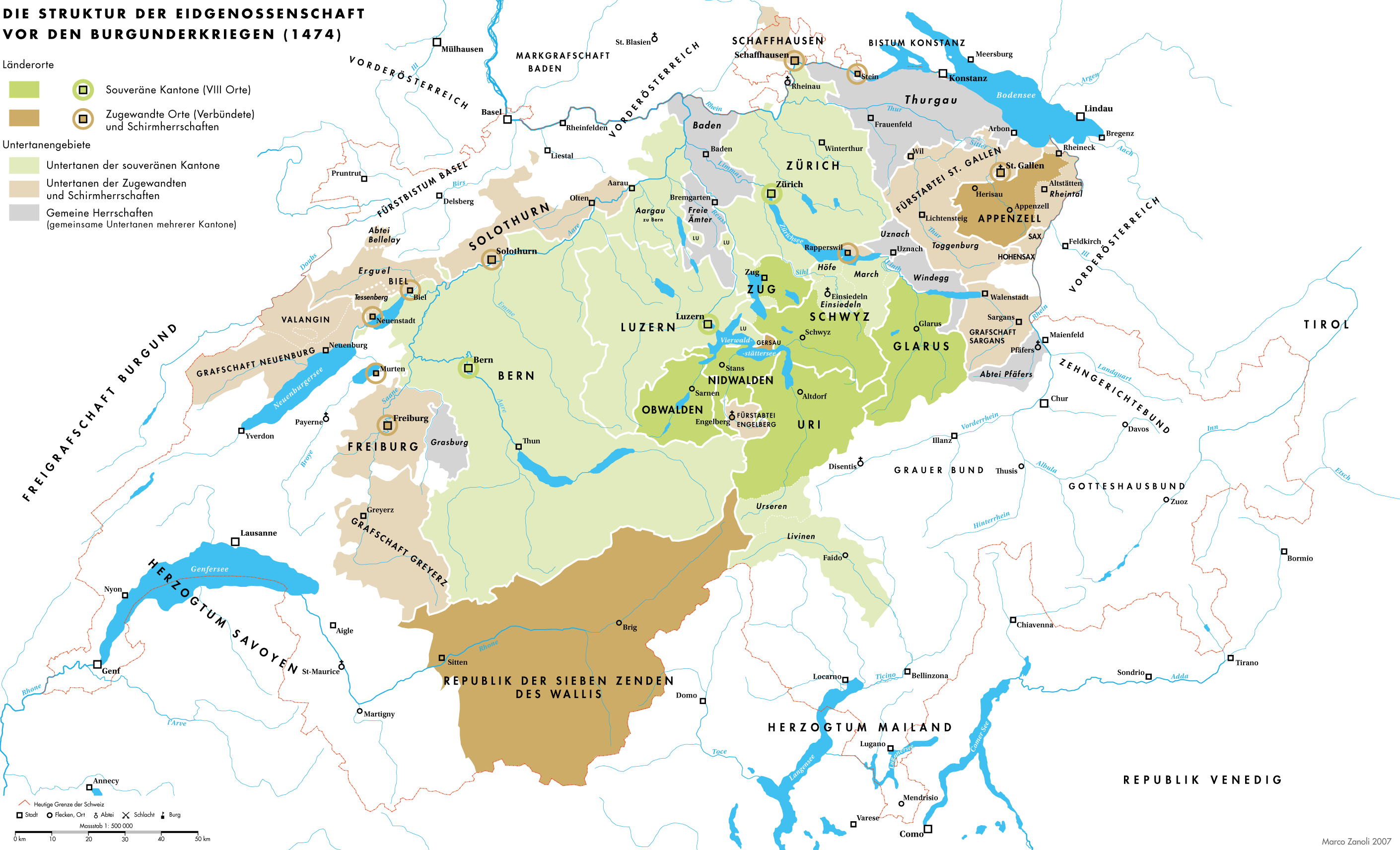
Die politische Struktur der Eidgenossenschaft beim Abschluss der «Ewigen Richtung» 1474

Dennoch verwickelten die Eidgenossen Herzog Sigismund bereits im Sommer 1468 erneut in einen verlustreichen Konflikt, als sie im Waldshuterkrieg gegen die Ritterschaft des Sundgaus und den habsburgischen Landvogt Thüring III. von Hallwil in den Krieg zogen. Im «Frieden von Waldshut» gaben die Eidgenossen zwar die eroberten Gebiete wieder auf, verpflichteten Sigismund jedoch auf die Entrichtung von 10'000 Gulden, wobei als Pfand für die Zahlung der südliche Schwarzwald diente. Dadurch sah sich Sigismund aus Geldnot gezwungen, den Sundgau und den Breisgau an Herzog Karl den Kühnen von Burgund zu verpfänden. Allerdings erklärte Kaiser Friedrich III. 1469 den Frieden von Waldshut für nichtig, befahl Sigismund, gegen die Eidgenossen vorzugehen, und versetzte letztere wegen Landfriedensbruchs in die Reichsacht. Die Herzöge von Burgund waren eine Seitenlinie der in Frankreich herrschenden Valois, hatten aber ein eigenes Herrschaftsgebiet zwischen Frankreich und dem Deutschen Reich aufgebaut. Vor allem dank den wohlhabenden Städten in Flandern konnte Karl der Kühne eine eigenständige Grossmachtpolitik verfolgen und gar an ein eigenes Königreich in der Tradition des einstigen lotharingischen Mittelreichs denken. In diese territoriale Politik passten der Sundgau im Elsass und weitere vorderösterreichische Besitzungen, die Karl der Kühne nun als Pfand hielt. Damit rückte aber das Herzogtum Burgund in die Nähe der Eidgenossenschaft. Die Stadt Bern sah ihre Einflusssphäre bedroht, änderte ihre ursprünglich proburgundische Politik und tat sich mit den Reichsstädten am Oberrhein (Basel, Strassburg, Mülhausen) zusammen. Dessen ungeachtet griff Karl der Kühne, in Neuss gebunden, nicht persönlich ein. Diese fortgesetzte Zurückhaltung gegenüber den Eidgenossen enttäuschte Sigismund, der sich deshalb am 30. März 1474 zu einem Vertrag mit den Eidgenossen bereitfand, den Karls Gegenspieler, der französische König Ludwig XI., vermittelte. Diese – nachträglich so benannte – «Ewige Richtung» beendete die lange Feindschaft zwischen Vorderösterreich/Tirol und der Eidgenossenschaft. Beide Parteien anerkannten gegenseitig den momentanen Besitzstand, weiter verpflichteten sich die Eidgenossen, Sigismund bei der Rückgewinnung der an Burgund verpfändeten Länder behilflich zu sein und ihm gegen Angriffe beizustehen. Die «Ewige Richtung» bildete den Auftakt zu den Burgunderkriegen, mit denen Habsburg der Aufstieg zur europäischen Grossmacht gelang, auch dank eidgenössischer Unterstützung.

## Abschluss: Schwabenkrieg und Erbeinung

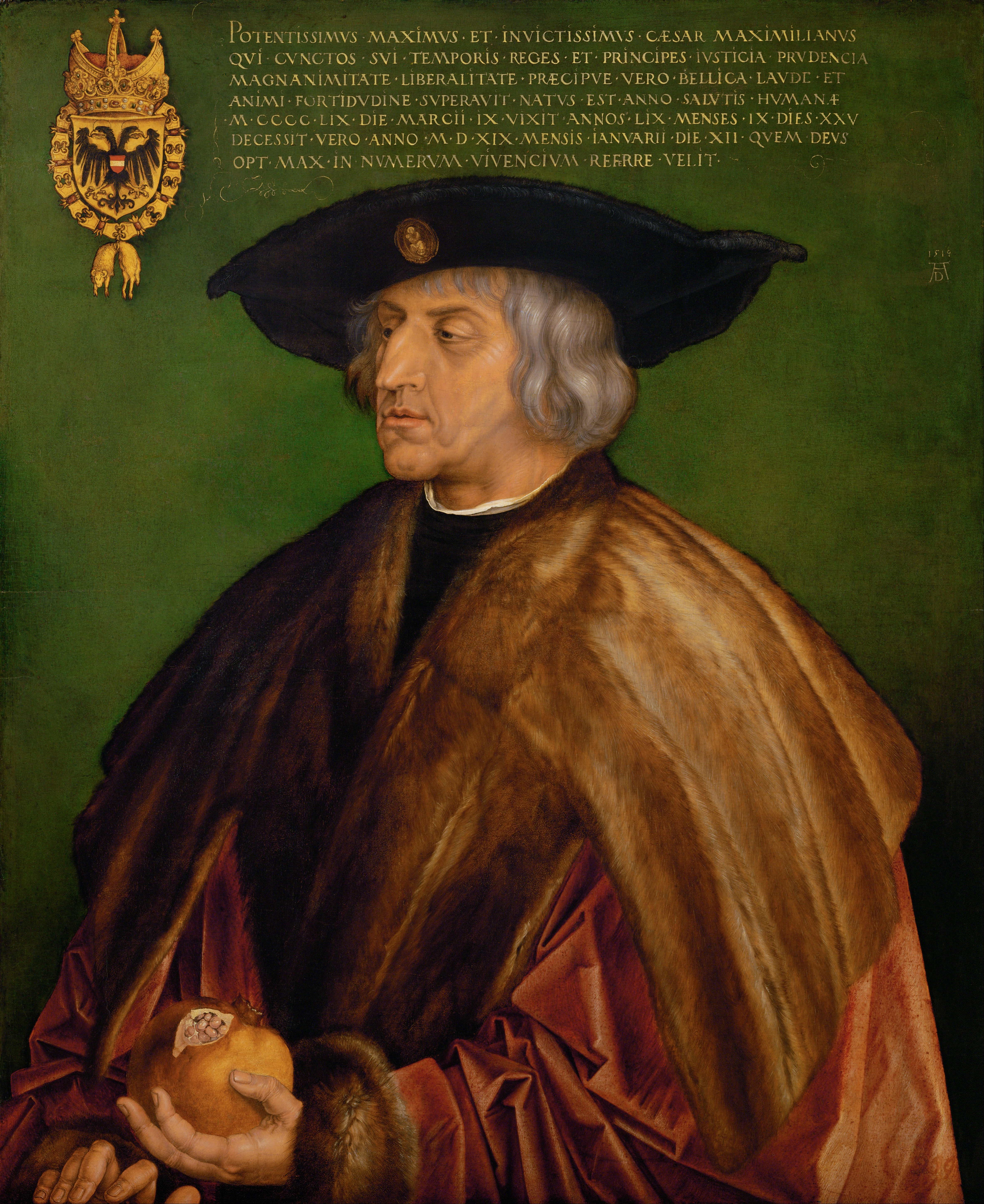
Kaiser Maximilian I. von Albrecht Dürer, 1519

Kaiser Friedrich III. weigerte sich, den Text der «Ewigen Richtung» als für das gesamte habsburgische Herrscherhaus bindend anzuerkennen. Der Vertrag zeigte auch deshalb kaum Wirkung, da Sigismund von Tirol 1490 seine Ländereien Maximilian I., dem Sohn Friedrichs III., übergab. Maximilian I. wiederum war noch zu Lebzeiten seines Vaters zum römisch-deutschen König gekrönt worden und vereinigte durch die Heirat mit Maria den Besitz von Burgund und Habsburg. Auch konnte Maximilian im süddeutschen Raum eine wesentlich stärkere Stellung als sein Vorgänger Sigismund einnehmen, da er 1488 den Schwäbischen Bund zwischen allen bedeutenden süddeutschen Reichsstädten, Fürsten und den habsburgischen Vorlanden zustande gebracht hatte. Nachdem Maximilian 1493 auch noch die Freigrafschaft Burgund erobert hatte, drohte der Eidgenossenschaft eine habsburgische Umklammerung. Eigentlicher Auslöser des letzten Konflikts war jedoch der Versuch Maximilians, die königliche Gewalt im Reich wiederherzustellen, was die Eidgenossen als Affront verstanden. Auch die Weigerung der Eidgenossen, der Reichsreform von Worms 1495 beizutreten, und der eidgenössische Pakt mit dem entstandenen Gotteshausbund der Bündner machten die zaghaften Annäherungsschritte, welche zwischen Habsburg und der Eidgenossenschaft stattgefunden hatten, zunichte. 1498 löste Habsburg den Krieg durch einen Überfall auf das zum Gotteshausbund gehörende Kloster Müstair aus. Die Eidgenossen besiegten in der Folge während des Schwaben- oder Schweizerkriegs in mehreren grossen Schlachten die Heere des Schwäbischen Bundes und des Königs. Im Frieden zu Basel am 22. September 1499 wurde die faktische Unabhängigkeit der Eidgenossen vom Reich anerkannt und auch der Thurgau endgültig an die Eidgenossen abgetreten.

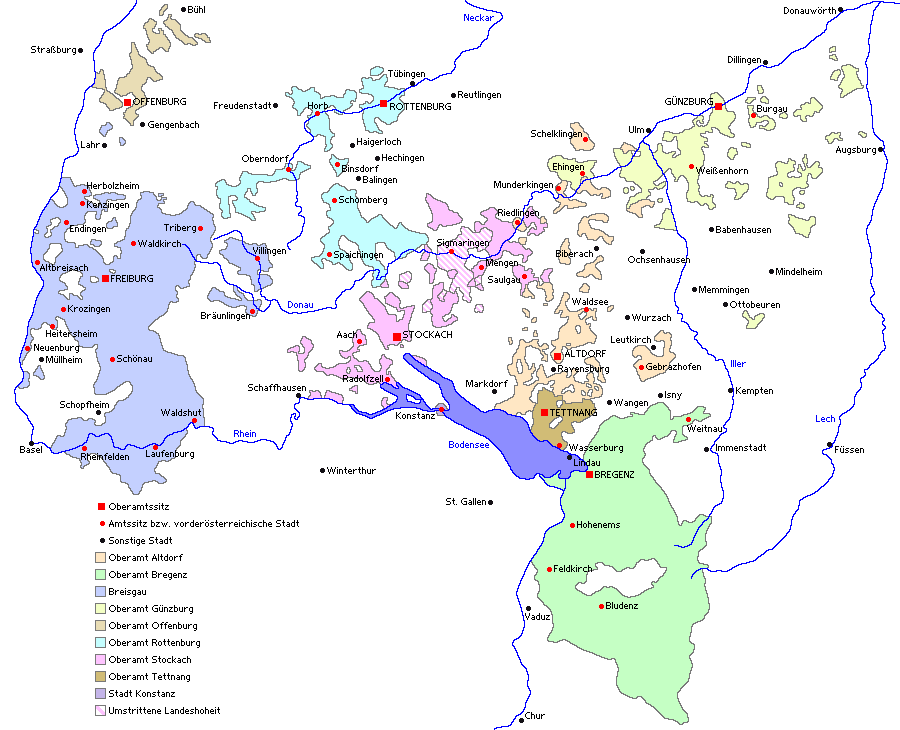
Karte der österreichischen Vorlande im 18. Jahrhundert

1500 kam es zu Verhandlungen zwischen Maximilian und der Eidgenossenschaft, die eine Erneuerung der «Ewigen Richtung» zum Ziel hatten. Die endgültige Aussöhnung kam jedoch erst am 7. Februar 1511 in der sogenannten «Erbeinung» zustande. Dieser Vertrag schloss nicht nur Maximilian, der inzwischen zum Kaiser gekrönt worden war, sondern auch seinen Enkel Karl als Erben der Grafschaft Burgund mit ein. Auf Schweizer Seite waren auch Appenzell sowie Stadt und Abtei St. Gallen miteingeschlossen. 1513 war die Dreizehnörtige Eidgenossenschaft Tatsache. Die Verträge enthielten eine Nichtangriffsklausel, sahen aber im Gegensatz zur «Ewigen Richtung» keine Hilfsverpflichtung mehr vor. Die Habsburger bemühten sich zwar, eine solche Bestimmung in das Vertragswerk aufzunehmen, um die Eidgenossen für einen Krieg gegen Frankreich in Italien zu gewinnen, scheiterten jedoch in diesem Punkt.
Die habsburgischen Herrschaftsrechte in verschiedenen Tälern der Drei Bünde wurden erst nach dem Dreissigjährigen Krieg losgekauft. Das Fricktal in der heutigen Nordschweiz verblieb bis zur Besetzung durch Napoleon im Jahre 1799 unter habsburgischer Herrschaft.